# Giovanni Giorgi (fisico)
Giovanni Giorgi (Lucca, 27 novembre 1871 – Castiglioncello, 19 agosto 1950) è stato un ingegnere elettrotecnico e fisico italiano.

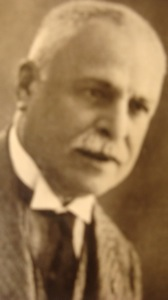
Giovanni Giorgi nel 1939.

Fu l'ideatore del sistema di unità di misura che porta il suo nome.

## Biografia
Figlio di Giorgio Giorgi e di Elisabetta Pia Cupello, a causa dei trasferimenti della famiglia dovuti alla professione del padre, frequentò la scuola elementare a Napoli, il ginnasio a Palermo e il liceo scientifico Umberto I a Roma. A 16 anni entrò all’Università di Roma, dove fu allievo di Eugenio Beltrami e Luigi Cremona. Nel 1893 si laureò con il massimo dei voti in ingegneria civile, con una tesi sul progetto della ferrovia elettrica Napoli-Cuma.
Ingegnere civile, dal 1913 al 1927 fu professore di matematica e di meccanica razionale all'Università degli Studi di Cagliari dal 1926 al 1929, 
poi all'Università degli Studi di Palermo, e in seguito, dal 1934 a di fisica e matematica all'Università degli Studi di Roma "La Sapienza", e dal 1935 docente di Elettrotecnica.
Membro dell'Accademia Pontificia dal 1936 e socio nazionale dell'Accademia dei Lincei.
Sull'assunzione all'Università degli Studi di Cagliari, il noto fisico Franco Rasetti riporta la curiosità 
che Giorgi venne assunto in un concorso a cui partecipò Enrico Fermi, al quale venne preferito dalla commissione.
Introdusse le unità razionali di misura dell'elettromagnetismo nel 1901. Nel 1912 fu fra i primi a proporre una nuova teoria che soddisfacesse il principio di relatività generale del moto e il principio d'equivalenza. Nel 1932 elaborò una teoria fisica che riduce a forze metriche anche le forze elettromagnetiche.
Molti istituti tecnici industriali (tra cui quelli di Brindisi, Milano, Genova e Roma) portano il suo nome e a Verona, Treviso, Potenza e Lucca (sua città natale) porta il suo nome un Istituto Professionale per l'Industria e l'Artigianato.
Verso il 1925 era in corrispondenza epistolare con Albert Einstein, come testimonia una cartolina postale a lui indirizzata da Einstein, in italiano incerto, cartolina nella quale il grande fisico si interroga sul "fenomeno di Miller" (riferito ad alcuni risultati di esperimenti di Dayton Clarence Miller, che sembravano suggerire una violazione dell'invarianza di Lorentz). La cartolina è stata messa all'asta nel febbraio 2015 dalla casa d'aste RR Auction di Boston - con una base di 55.000 dollari - aggiudicata a 75.000 dollari.
Fu tra i suoi allievi Laura Pisati, prima donna invitata a tenere una conferenza al quarto Congresso Internazionale dei Matematici (ICM).

## Il "sistema Giorgi"

Giovanni Giorgi

Verso la fine del XIX secolo si fece strada nel mondo scientifico la necessità, seguendo un accenno fatto da Maxwell, di introdurre una quarta dimensione fondamentale oltre alle grandezze fisiche classiche lunghezza, massa e tempo, questo anche in causa di termini irrazionali che comparivano nei coefficienti delle equazioni.
Nel 1901 Giorgi propose alla Associazione elettrotecnica italiana (AEI) un sistema di unità di misura che aveva come unità fondamentali il metro, il chilogrammo, il secondo ed una quarta grandezza da scegliere tra le unità di misura dell'elettrotecnica, dimostrando come in questo modo sarebbero scomparsi anche i coefficienti irrazionali.
Nel 1935 fu adottato il "sistema Giorgi", noto anche con la sigla MKSΩ, perché fu scelta come quarta grandezza fondamentale l'unità di misura della resistenza elettrica, l'ohm, il cui simbolo è la lettera greca Ω (omega).
Il sistema Giorgi è considerato il precursore del Sistema internazionale di unità di misura (SI), adottato nel 1960 a Parigi durante la XI Conferenza generale sui pesi e sulle misure. Questo sistema, in vigore, si basa su sette grandezze fondamentali (cioè misurabili tramite un confronto diretto con lo strumento di misura): il metro per la lunghezza, il chilogrammo per la massa, il secondo per il tempo, l'ampere per l'intensità di corrente, il kelvin per la temperatura termodinamica, la mole per la quantità di sostanza e la candela per l'intensità luminosa.

## Opere
- Compendio delle lezioni di meccanica razionale, Roma, Sampaolesi, 1928.
- Lezioni di fisica matematica, Roma, Sampaolesi, 1928.
- Giovanni Giorgi, Sistemi e unità di misura, in Enciclopedia delle Matematiche elementari e complementi, vol. 3, parte 1ª, a cura di Luigi Berzolari, Milano, Hoepli, 1943 (varie ristampe successive), pp. 1–37
- Giovanni Giorgi, Verso l'elettrotecnica moderna, Editrice politecnica Cesare Tamburini, Milano, 1949
- Giovanni Giorgi, Quaderni di Storia della Fisica, n.19, Società Italiana di Fisica, pp. 3÷15, 2001 Adriano Paolo Morando